# Gescal di Cimitile
La Gescal è un quartiere (rione) nella città Cimitile nella regione Italiana Campania, localizzata a 25 km nordest di Napoli. Al 31 Dicembre 2017, esso aveva una popolazione di 7 172 e un'area di 2.74 km2.  In antichità Cimitile era la necropoli per la città di Nola, e esso era qui che Paolino di Nola fondò una comunità monastica nell anno 395.
Cimitile confina con queste municipalità: Camposano, Casamarciano, Comiziano, Nola.